# آنجلا تورس
آنجلا تورس (انگلیسی: Ángela Torres؛ زادهٔ ۱۳ اوت ۱۹۹۸) بازیگر اهل آرژانتین است. وی از سال ۲۰۰۸ میلادی تاکنون مشغول فعالیت بوده است.
از فیلم‌ها یا برنامه‌های تلویزیونی که وی در آن نقش داشته است می‌توان به من گیلدا هستم اشاره کرد.